# Lily Pons
Alice Joséphine Pons, más conocida como Lily Pons (Draguignan, Cannes, 12 de abril de 1898 - Dallas, 13 de febrero de 1976) fue una soprano de coloratura francesa 

## Biografía

### Sus comienzos
Sus primeros estudios fueron de piano, en el Conservatorio de París, ganando su primer premio a la edad de quince años. 
Durante la Primera Guerra Mundial cantaba y tocaba el piano para los soldados hospitalizados en París. Además, cantaba en recepciones en Cannes. 
Comenzó su carrera actuando como actriz de vodevil, pero su gran éxito y sus condiciones la destinaron para dedicarse a un género más elevado.
En 1925, animada por la soprano Dyna Beumer, comenzó a tomar lecciones de canto con Alberto de Gorostiaga.
Hizo un exitoso estreno operístico interpretando el papel de Lakmé de Léo Delibes en Mulhouse en 1928, bajo la dirección de Reynaldo Hahn. 
Continuó su carrera cantando diversos papeles de coloratura en óperas provinciales de Francia.

### Su consagración
Fue descubierta por el tenor y empresario Giovanni Zenatello, quien la llevó a Nueva York.  Allí hizo una prueba para Giulio Gatti-Casazza, el gerente general del Metropolitan Opera, quien la incorporó a esta institución.
El 3 de enero de 1931, desconocida aún en Estados Unidos, hizo un sorpresivo estreno en Lucia de Lammermoor. En contra de todas las expectativas recibió calurosas aclamaciones por esta interpretación. Se convirtió instantáneamente en una estrella. 

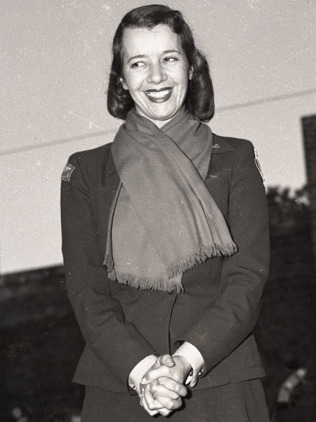
Lily Pons en 1945

En 1937 adquirió la ciudadanía estadounidense. Desde 1938 hasta 1958 estuvo casada con el director André Kostelanetz, junto a quien organizó una gira de conciertos populares. Durante la Segunda Guerra Mundial, visitó los campos de batalla de la India, China y Birmania. En una nota, Marlene Dietrich afirmó que Lily Pons ha sido la única artista junto a ella en los frentes, sosteniendo a las tropas americanas en Francia durante el invierno de 1944.

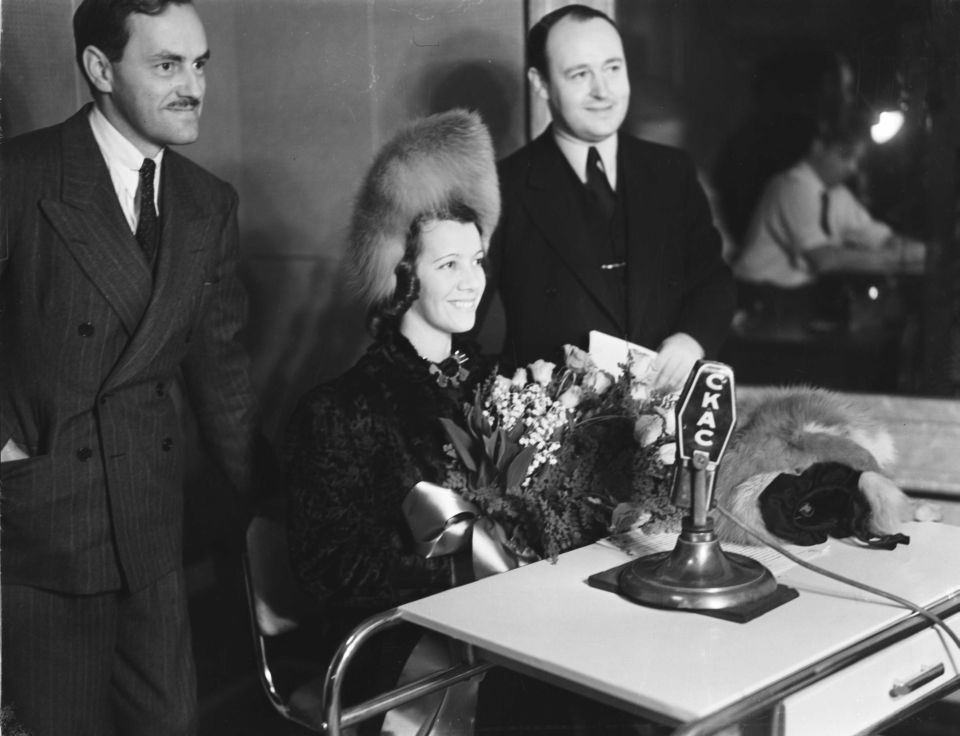
Lily Pons, CKAC, Montreal

En su última presentación en el Met, el 14 de diciembre de 1960, cantó Caro Nome de Rigoletto, como parte de una gala.
Su hogar artístico fue siempre el Met, donde cantó durante treinta años. No obstante realizó algunas presentaciones importantes en otros teatros de ópera, como la Ópera Garnier de París, el Covent Garden de Londres, el Teatro de la Monnaie de Bruselas, el Teatro Colón de Buenos Aires, la Ópera Lírica de Chicago y la Ópera de San Francisco.
Tras su despedida en el Met, continuó brindando conciertos hasta 1972. 
Murió en Dallas, a la edad de setenta y siete años, enferma de un cáncer de páncreas. Sus restos fueron inhumados en su querida ciudad natal, en el cementerio de Cannes, en la Riviera francesa.

## Características y logros profesionales
Lily Pons poseía un voz pequeña en sus comienzos, sin defectos de técnica y gran seguridad en las notas altas. Sus agudos eran cristalinos e incisivos. Se dice que fue la primera soprano que alcanzó el Mi sobreagudo de Lakmé sin esfuerzo. Nina Morgana, una soprano compañera del Met, indicó que Pons vocalizó sin esfuerzo visible por encima del La sobreagudo durante su primer encuentro en 1930.
Con su apariencia esbelta y su buena figura, encantó a un público acostumbrado a sopranos corpulentas. 
Estas cualidades, sumado a la desmedida publicidad, la hicieron extremadamente popular, siendo considerada por algunos como la mejor cantante del mundo durante la década de 1940.

## Repertorio
Se convirtió en la soprano principal del Met en la década de 1930, apareciendo trescientas veces en diez papeles desde 1931 hasta 1960. Lakmé y Lucia, fueron sus dos papeles fetiche. Sus papeles más interpretados fueron: 
- Lucia, de Lucia di Lammermoor (noventa y veces).
- Lakmé (cincuenta veces).
- Gilda, de Rigoletto (cuarenta y nueva veces).
- Rosina, de El Barbero de Sevilla (treinta y tres veces).

Otros papeles en su repertorio fueron: 
- Olympia, de Los cuentos de Hoffmann.
- Philine de Mignon.
- Amina de La sonnambula.
- Marie en La hija del regimiento.
- La Reina en El gallo de oro.
- Y el papel principal de Linda de Chamounix de Donizetti (que cantó en la première del Met el 1 de marzo de 1934).

## Grabaciones y medios
Existen numerosas grabaciones. 
Realizó varias presentaciones radiales.
Fue portada de revistas en varias oportunidades.
Además, protagonizó tres películas: 
- Canción de amor («I dream too much») (1935) con Henry Fonda.
- That girl from Paris (1936).
- La diosa de la selva («Hitting a new high») (1937), en la que interpreta a una joven cantante de cabaré devenida en cantante de ópera.

## Reconocimientos y premios
En Francia fue premiada con la Cruz de Lorena y la Legión de Honor.
Recibió una estrella en el paseo de la fama de Hollywood.
Un pueblo en el condado de Frederick, Maryland, Estados Unidos, se llama "Lilypons" en su honor. Esta localidad es conocida por el comercio de estanques de peces tropicales.
George Gershwin se hallaba en proceso de escribir una pieza musical dedicada a ella cuando murió en 1937. El bosquejo incompleto fue encontrado entre los papeles de Gershwin después de su muerte, y fue completado por Michael Tilson Thomas, bajo el sencillo nombre de "Para Lily Pons".